# Wiesen-Alant
Der Wiesen-Alant (Inula britannica) ist eine Pflanzenart aus der Gattung Alante (Inula) innerhalb der Familie der Korbblütler (Asteraceae).

## Beschreibung

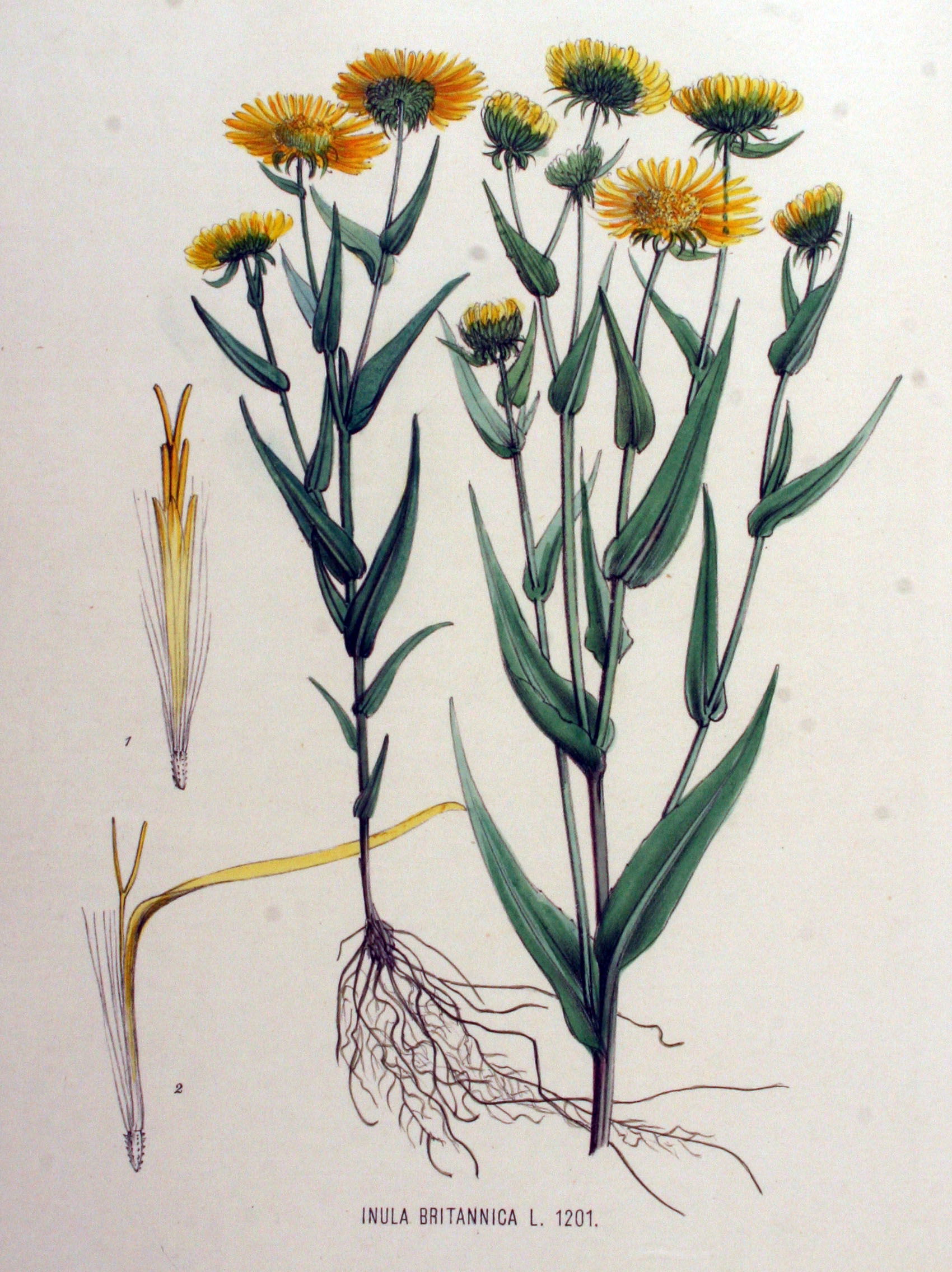
Illustration aus Flora Batava, Volume 16

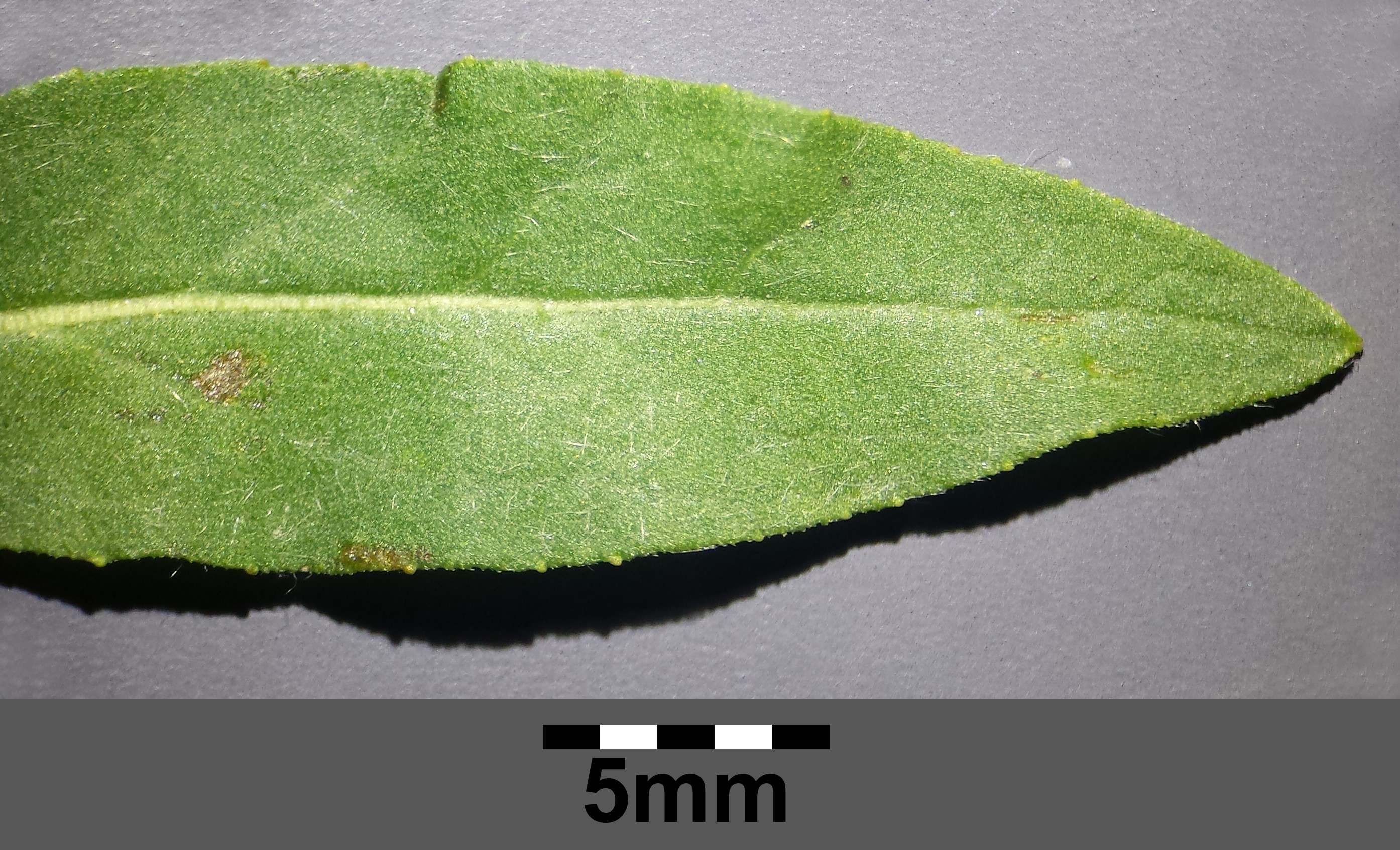
Blattoberseite

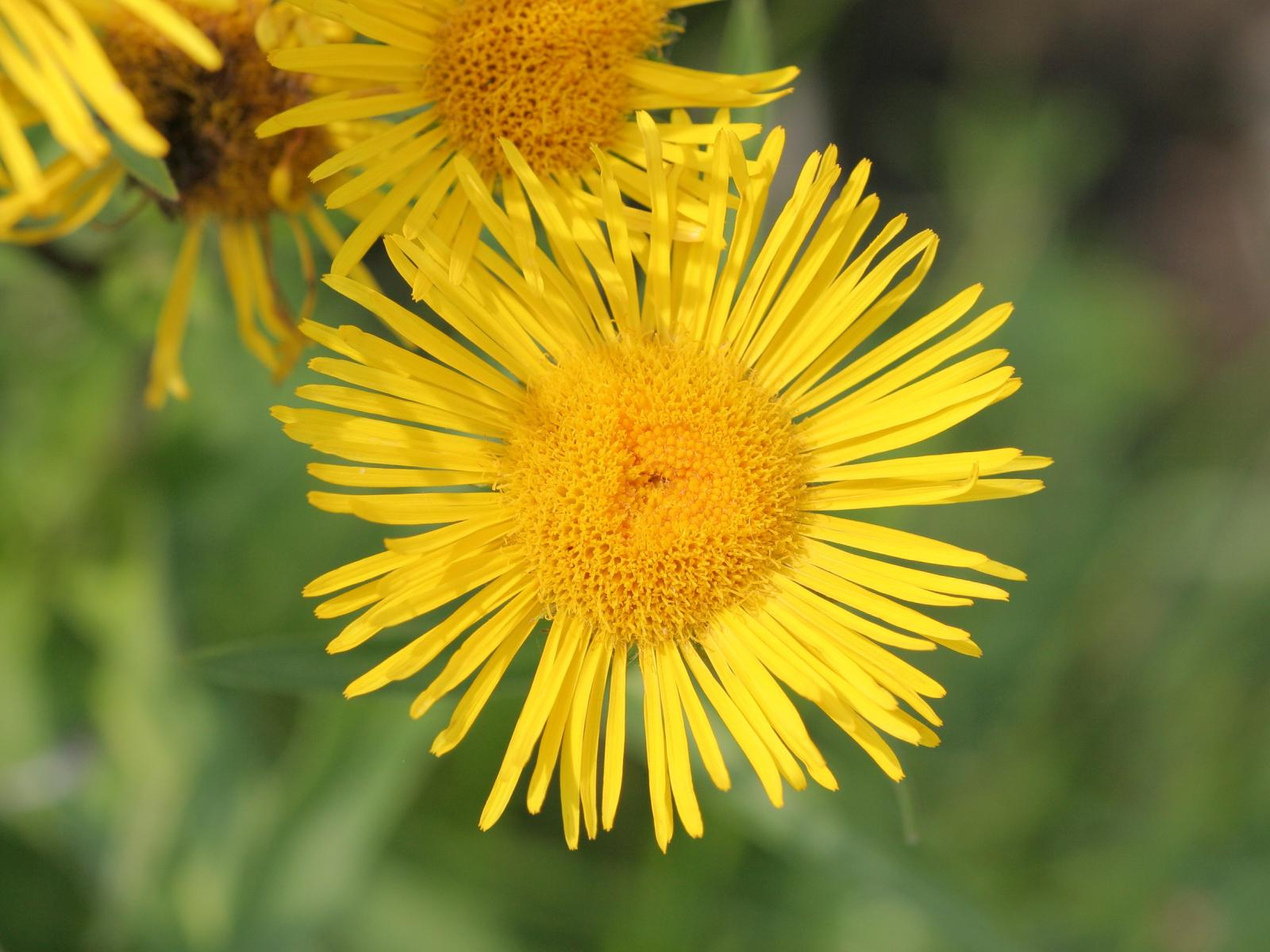
Detail eines Blütenkorbes

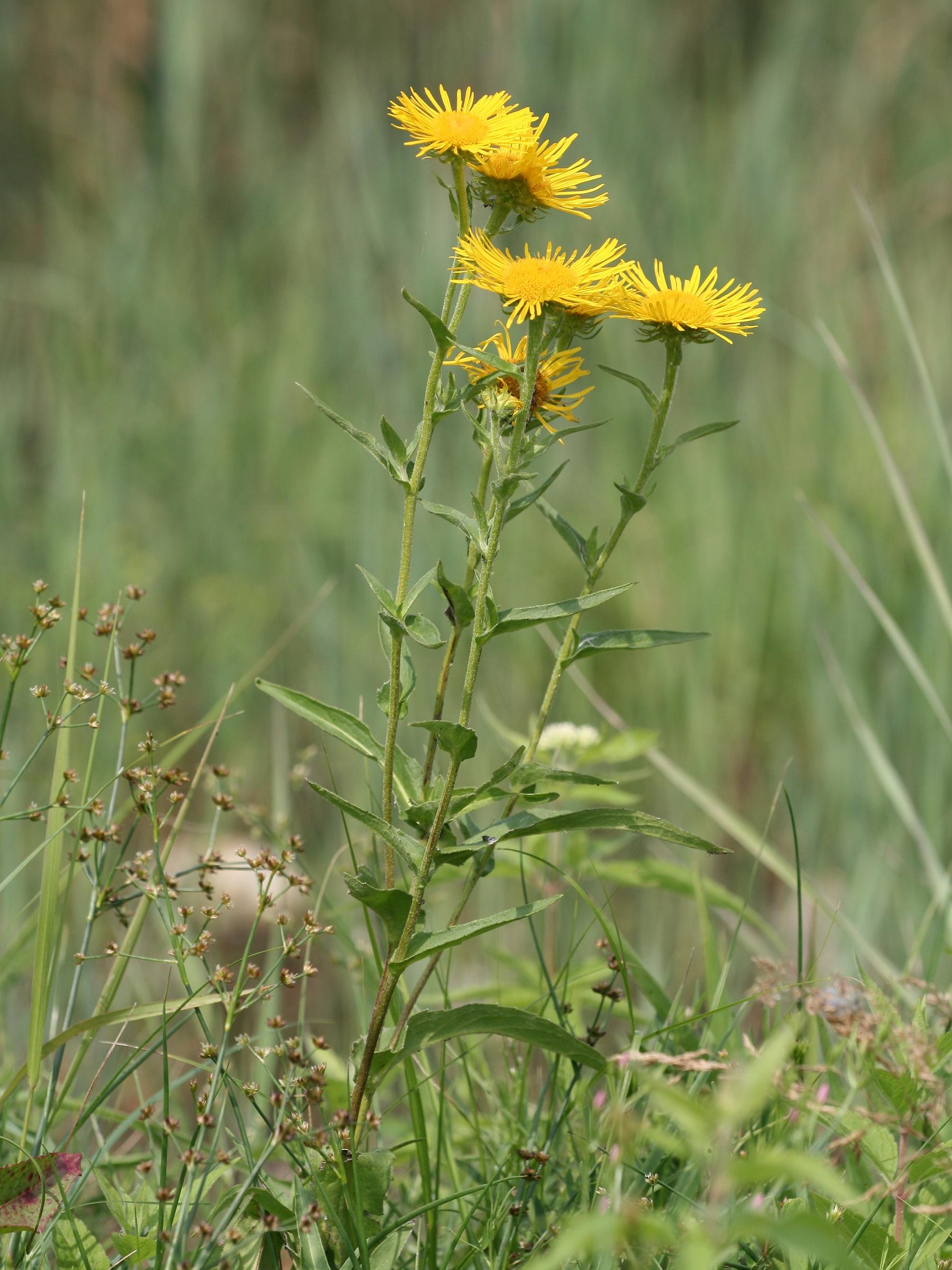
Habitus, Laubblätter und Blütenstand im Habitat

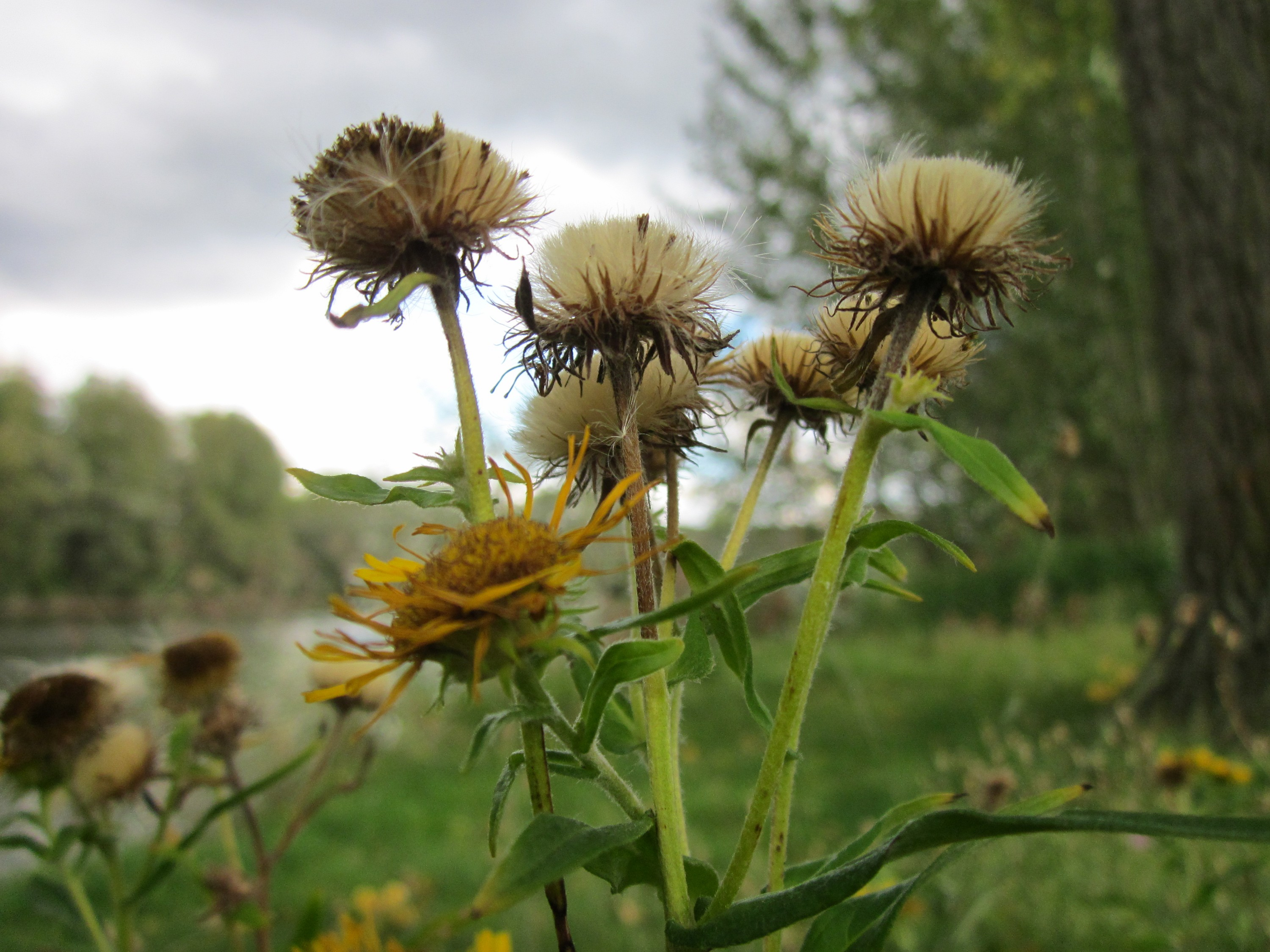
Fruchtstand mit Pappus

### Vegetative Merkmale
Der Wiesen-Alant ist eine sommergrüne, ausdauernde krautige Pflanze, die Wuchshöhen von 20 bis 60 Zentimetern erreicht.
Der Stängel ist reichlich beblättert, die Blattstellung ist wechselständig. Die einfachen Laubblätter sind ei-lanzettlich bis schmal-lanzettlich geformt und häufig leicht gezähnelt. Die oberen und mittleren Stängelblätter sind stängelumfassend oder sind mit einem schwach herzförmigem Spreitengrund sitzend. Die Blattunterseite ist dicht seidig behaart und dicht drüsig, seltener ganz kahl. Es liegt Netznervigkeit vor und auf der Blattoberseite keine Blattnerven deutlich erkennbar.

### Generative Merkmale
Die Blütezeit reicht von Juli bis September. An jeder blühenden Pflanze befinden sich in einem schirmtraubigen Gesamtblütenstand ein bis vier körbchenförmige Teilblütenstände. Die Blütenkörbe weisen einen Durchmesser von 3 bis 5 Zentimetern auf. Die äußeren und mittleren Hüllblätter sind gleich lang und lang behaart. Alle Blüten des Wiesen-Alants sind tiefgelb. Die charakteristischen äußeren zygomorphen Zungenblüten haben eine 7 bis 8 Millimeter lange Zunge und sind länger als die inneren radiärsymmetrischen Röhrenblüten.
Die Achäne ist behaart und hat einen etwa 5 Millimeter langen Pappus aus feinen Borsten.
Die Chromosomenzahl beträgt 2n = 32.

## Ökologie
Beim Wiesen-Alant handelt es sich um einen mesomorphen, helomorphen Hemikryptophyten. Es erfolgt eine vegetative Vermehrung und Ausbreitung als Wurzelkriecher.
Bestäuber sind Bienenverwandte. Bei dieser Stromtalpflanze erfahren die Achänen auch eine Schwimmausbreitung.

## Vorkommen und Gefährdung
Der Wiesen-Alant ist in Eurasien verbreitet. Es gibt Fundortangaben für Spanien, Frankreich, Österreich, Deutschland, die Schweiz, Italien, die Niederlande, Belgien, Dänemark, Norwegen, Schweden, Estland, Litauen, Lettland, Polen, Belarus, Moldawien, Ukraine, Krim, den europäischen Teil Russlands, Ungarn, Tschechien, die Slowakei, Slowenien, Serbien, Bosnien und Herzegowina, Montenegro, Kroatien, Bulgarien, Rumänien, Albanien, Nordmazedonien, Griechenland, die Türkei, den Iran, Ciskaukasien, Armenien, Aserbaidschan, Georgien, Dagestan, Sibirien, Altai, Kasachstan, Kirgisistan, Tadschikistan, Turkmenistan, Usbekistan, Russlands Fernem Osten (Primorje, Kamčatskij, Kraj, Sachalin), die indischen Gebiete Jammu sowie Kaschmir, Korea, Japan (Hokkaido, Honshu, Kyushu, Shikoku), die Mongolei, die Innere Mongolei und die chinesischen Provinzen Heilongjiang, Hebei sowie Xinjiang.
Seine Bestände gehen in Deutschland stark zurück. In vielen deutschen Bundesländern wird der Wiesen-Alant auf der Roten Liste der gefährdeten Pflanzenarten geführt, gilt aber deutschlandweit 1996 nicht als gefährdet.
In der Schweiz gilt Inula britannica insgesamt als stark gefährdet, aber die Gefährdung ist in den Arealen sehr unterschiedlich: an der Alpennordflanke sowie -südflanke und im Jura gilt Inula britannica als ausgestorben. Im Mittelland und in den östlichen Zentralalpen war die Einstufung 2016 CR = „Critically Endangered“ = „vom Aussterben bedroht“.
In Österreich ist Inula britannica zerstreut bis selten in allen Bundesländern außer Salzburg. Er gilt in Österreich als „gefährdet“.
Inula britannica gilt in manchen Gebieten der Welt als invasive Pflanzenart.
Der Wiesen-Alant besiedelt in Mitteleuropa wechselfeuchte, teils überflutete Wiesen, zeitweise überschwemmte Gewässerränder, Gräben und Ruderalstellen. Er kann als Charakterart der Flussstromtäler und Verlandungsbereiche der Küstenabschnitte angesehen werden. Er ist in Mitteleuropa eine Charakterart des Verbandes Agropyro-Rumicion, kommt aber auch in lückigen Pflanzengesellschaften des Verbandes Molinion vor.
Die ökologischen Zeigerwerte nach Landolt et al. 2010 sind in der Schweiz: Feuchtezahl F = 4w+ (sehr feucht aber stark wechselnd), Lichtzahl L = 3 (halbschattig), Reaktionszahl R = 4 (neutral bis basisch), Temperaturzahl T = 4+ (warm-kollin), Nährstoffzahl N = 3 (mäßig nährstoffarm bis mäßig nährstoffreich), Kontinentalitätszahl K = 4 (subkontinental), Salztoleranz 1 (tolerant).
Der Wiesen-Alant ist schwach salztolerant.

## Systematik
Die Erstveröffentlichung von Inula britannica erfolgte 1753 durch Carl von Linné in Species Plantarum, Tomus II, S. 882. Ein Synonym für Inula britannica L. ist Inula dichotoma Zuccagni.
Nach Gutiérrez et al. 2018 ist diese Art besser als Pentanema britannica (L.) D.Gut.Larr. et al. in die Gattung Pentanema zu stellen. Dieser Ansicht folgen nicht alle Arbeitsgruppen und erörtern stattdessen einen noch größeren Umfang der Gattung Inula.
Es gibt etwa zwei Unterarten:
- Inula britannica L. subsp. britannica
- Inula britannica subsp. hispanica (Pau) O.Bolòs & Vigo (Syn.: Inula hispanica Pau): Sie kommt nur in Spanien vor.[9]